# 圣日耳曼拉波特里
圣日耳曼拉波特里（法語：Saint-Germain-la-Poterie，法語發音：[sɛ̃ ʒɛʁmɛ̃ la pɔtʁi]）是法国瓦兹省的一个市镇，属于博韦区。

## 地理
圣日耳曼拉波特里（49°26'44"N, 1°58'57"E）面积6.02 平方千米，位于法国上法蘭西大區瓦兹省，该省份为法国北部内陆省份，北起索姆省，西接厄尔省和滨海塞纳省，南至塞纳-马恩省和瓦兹河谷省，东临埃纳省。
与圣日耳曼拉波特里接壤的市镇（或旧市镇、城区）包括：拉沙佩勒欧波、勒蒙圣阿德里安、圣保罗、萨维尼。

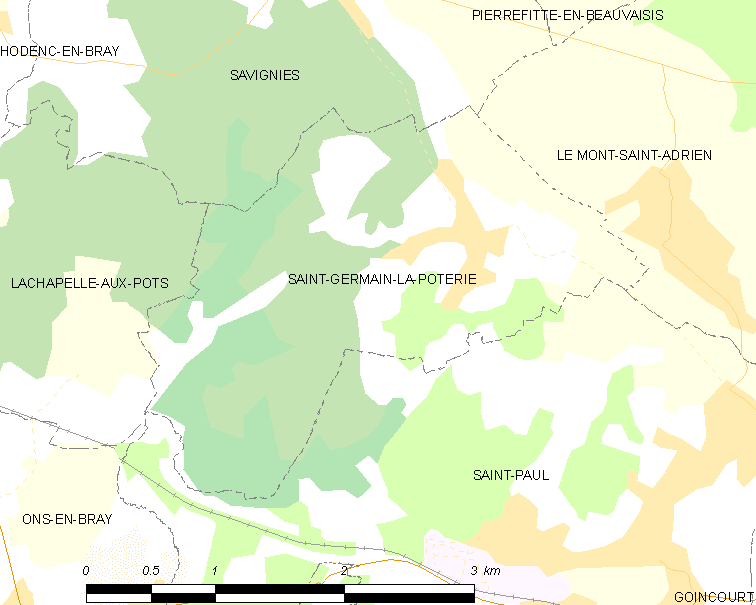
圣日耳曼拉波特里的OSM定位图

圣日耳曼拉波特里的时区为UTC+01:00、UTC+02:00（夏令时）。

## 行政
圣日耳曼拉波特里的邮政编码为60650，INSEE市镇编码为60576。

## 政治
圣日耳曼拉波特里所属的省级选区为博韦第一县。

## 人口

1962-2008年间圣日耳曼拉波特里人口变化图示

圣日耳曼拉波特里于2022年1月1日时的人口数量为454人。